# Protektorat Malta
Protektorat Malta bio je britanski protektorat nad Maltom koji je postojao u razdoblju od 1800. do 1813. godine.

## Povijest
Tijekom Malteškog ustanka protiv Francuza, Maltežani su stvorili Narodnu skupštinu kao privremenu vladu. Poslati su izaslanici britanskoj floti na Siciliji koji su molili za pomoć. Britanski konvoj koji se sastojao od trinaest brodova kapetana Jamesa Saumareza došao je na Maltz sa Sicilije krajem rujna 1798. godine. Idući mjesec, Alexander Ball stigao je na Maltu, a godinu dana kasnije imenovan je civilnim komesarom. Francuski garnizon pod generalom Vauboisom potjeran je u Valletu te se on predaje 4. rujna 1800. godine, stoga je Malta postala britanski protektorat. Komesar Charles Cameron je u kolovozu 1801. godine imenovao Emmanuelea Vitalea za guvernera Goza umjesto Saverija Cassara. Time je Goza prestala postojati kao nezavisna država.
U skladu s odredbama Mira u Amiensu iz 1802. godine, Britanci su trebali napustiti Maltu, no britanski kralj nije ispunio svoju obavezu što je, uz neizvršavanje još nekih obaveza, dovelo do raskida sporazuma i nastavka rata. U lipnju 1802. godine 104 predstavnika malteških gradova i sela potpisali su deklaraciju poznatu kao La Dichiarazione dei Diritti degli abitanti delle Isole di Malta e Gozo (prevedeno: Deklaracija o pravima stanovnika otoka Malte i Goza). Njome je Đure III. proglašen malteškim kraljem. On nije posjedovao prava da dadne Maltu nekoj drugoj državi. Deklaracijom je određena i autonomija Malte.
Krajem 18. stoljeća princ Lampeduse dozvolio je Salvatoreu Gattu, malteškom preduzetniku, da se nastani na otoku s nekoliko malteških radnika. Britanci su namjeravali pretvoriti Lampedusu u pomorsku bazu umjesto Malte, ali ideja nije provedena u djelo jer otok nije imalo veće luke. Unatoč tome, vlasti Malte pokušale su anektirati otok jer su vjerovali da se on može koristi za snabdljevanje Malte hranom u slučaju Napoleonovog osvajanja Sicilije. Salvatore Gatt prenio je 1810. godine zakup Alexanderu Fernandezu iz Britanije. Poslovni poduhvat Fernandeza odbila je britanska vlada. Daljnje probleme prouzrokovala je kuga na Malti (1813. – 1814.), a 25. rujna 1814. godine sir Thomas Maitland povukao je trupe s Lampeduse. Salvatore je ostao vlasnik otoka do 1818. godine.
Malta je 1813. godine pretvorena u Krunsku koloniju Maltu. Malta službeno postaje britanska kolonija nakon potpisivanja Pariskog mira 1814. godine.

## Komesari Malte
| Ime (Rođenje – Smrt)                        | Slika | Od               | Do                  |
| ------------------------------------------- | ----- | ---------------- | ------------------- |
| Alexander Ball (1757. – 1809.)              |       | 9. veljače 1799. | veljača 1801.       |
| Henry Pigot (1750. – 1840.)                 |       | veljača 1801.    | srpanj 1801.        |
| Charles Cameron (1766. – 1820.)             |       | srpanj 1801.     | 1802.               |
| Alexander Balll (1757. – 1809.) (drugi put) |       | 1802.            | 25. listopada 1809. |
| Hildebrand Oakes (1754. – 1822.)            |       | svibanj 1810.    | 23. srpnja 1813.    |